# Paurocoris wygodzinskyi
Paurocoris wygodzinskyi är en insektsart som beskrevs av Slater 1980. Paurocoris wygodzinskyi ingår i släktet Paurocoris och familjen Rhyparochromidae. Inga underarter finns listade i Catalogue of Life.